# Helophilus intentus
Helophilus intentus är en tvåvingeart som beskrevs av Charles Howard Curran och Fluke 1926. Helophilus intentus ingår i släktet kärrblomflugor, och familjen blomflugor. Inga underarter finns listade i Catalogue of Life.

## Bildgalleri

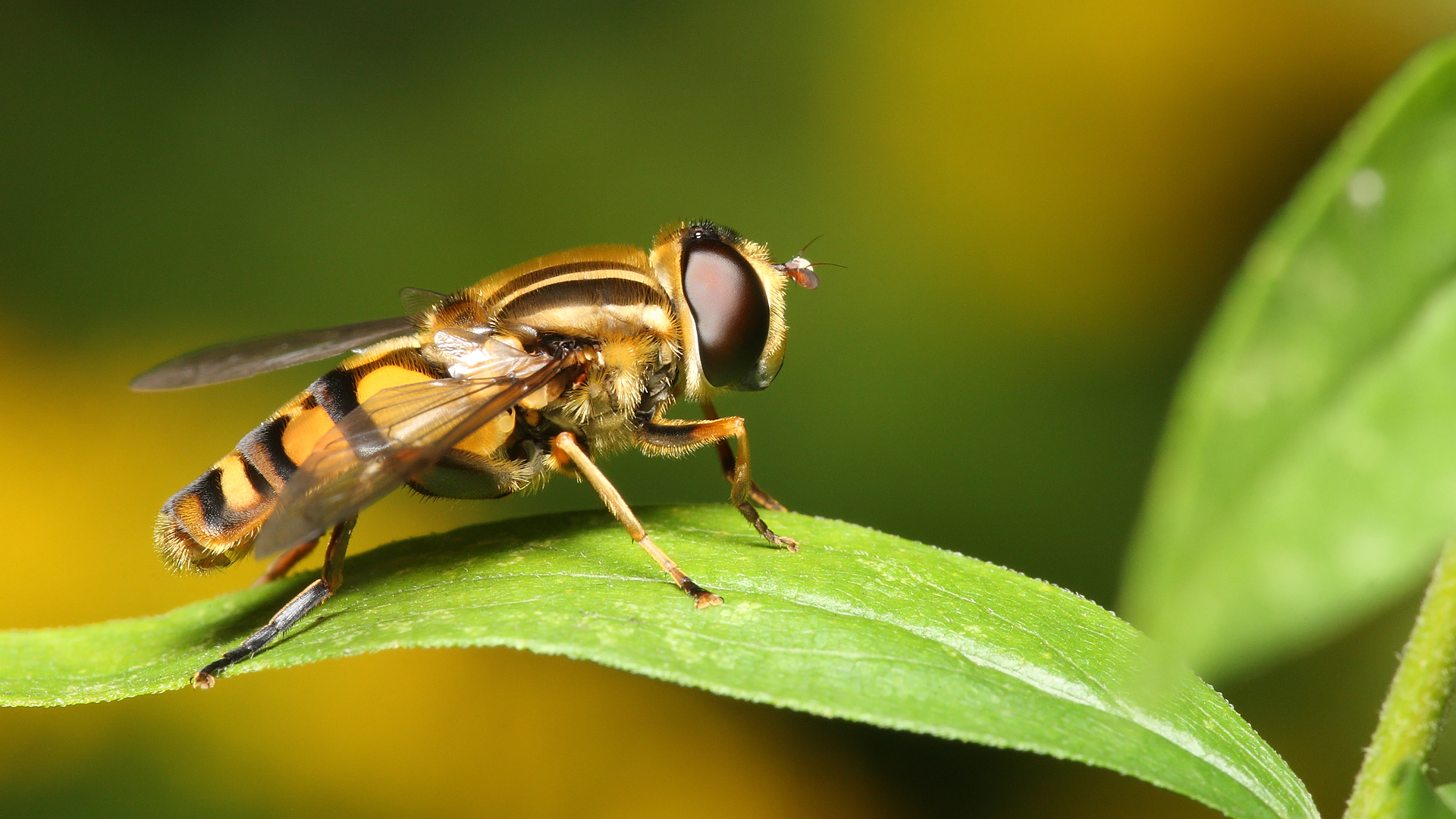